# Carrer O'Connell
El Carrer O'Connell (O'Connell Street, en anglès; Sráid Uí Chonaill, en irlandès) és el carrer principal de Dublín, a Irlanda. És un dels carrers més àmplis de tot Europa, amb unes mesures de 49 metres d'ample al final sud, 46 metres al nord i 503 metres de longitud.

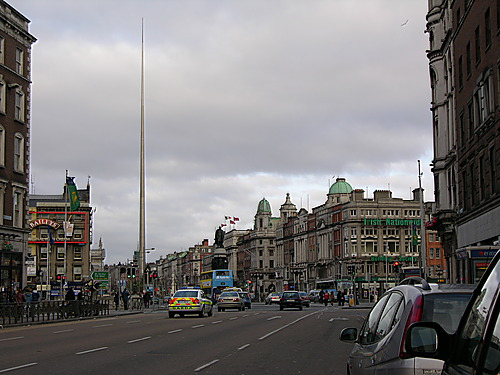
Carrer O'Connell amb l'Spire al fons

Conegut com el carrer Sackville fins a 1924, l'Ajuntament de Dublín li va canviar el nom en honor de Daniel O'Connell, líder nacionalista, l'estàtua es troba a la part baixa del carrer, davant del pont O'Connell.
En aquest carrer es troba també el monument més alt del món: l'Spire de Dublín.